# Smyra chlorolimbis
Smyra chlorolimbis là một loài bướm đêm trong họ Erebidae.